# FC Steaua București în sezonul 2006–07
Sezonul 2006–07 a fost al 58-lea sezon consecutiv pentru Steaua în primul eșalon al fotbalului românesc. A încheiat campionatul pe locul secund, iar în Cupa României s-a oprit în semifinale, fiind eliminată de FC Timișoara. În Liga Campionilor, Steaua a obținut cinci puncte deși în grupă se aflau echipe precum Olympique Lyonnais, Real Madrid și Dinamo Kiev.
Momentele cele mai importante au fost victoria cu 4-1 pe terenul echipei Dinamo Kiev și autogolul lui Bănel Nicoliță din meciul cu Real Madrid, încheiat cu 0-1.

## Jucători

### Lotul sezonului

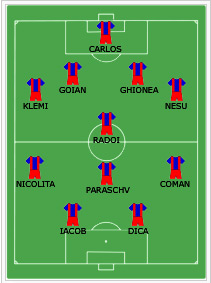
Primul unsprezece în sezonul 2006/07

| Nr. |            | Poziție | Jucător                     |
| --- | ---------- | ------- | --------------------------- |
| 3   | România    | F       | Dorin Goian                 |
| 4   | România    | F       | Bogdan Panait               |
| 6   | România    | F       | Mirel Rădoi (căpitan)       |
| 7   | România    | A       | Daniel Oprița               |
| 8   | România    | M       | Ovidiu Petre                |
| 9   | România    | A       | Valentin Badea              |
| 10  | România    | M       | Nicolae Dică (vice-căpitan) |
| 11  | România    | M       | Gabriel Boștină             |
| 12  | România    | P       | Cornel Cernea               |
| 13  | Portugalia | P       | Carlos Fernandes            |
| 14  | România    | M       | Vasilică Cristocea          |
| 15  | România    | F       | Mihai Neșu                  |
| 16  | România    | M       | Bănel Nicoliță              |

| Nr. |         | Poziție | Jucător                        |
| --- | ------- | ------- | ------------------------------ |
| 17  | România | F       | Eugen Baciu                    |
| 18  | România | F       | Petre Marin                    |
| 19  | România | A       | Victoraș Iacob                 |
| 20  | România | M       | Florin Lovin                   |
| 21  | Franța  | A       | Cyril Théréau                  |
| 22  | România | M       | Sorin Paraschiv (vice-căpitan) |
| 23  | Israel  | F       | Klemi Saban                    |
| 24  | România | F       | Sorin Ghionea                  |
| 27  | România | F       | Stelian Stancu                 |
| 28  | România | M       | Gigel Coman                    |
| 30  | România | M       | Răzvan Ochiroșii               |
| 31  | România | P       | Marius Toma                    |
| 32  | România | M       | Apostol Muzac                  |

### Transferuri

#### Veniri
| Total cheltuieli: €4,35M | Total cheltuieli: €4,35M | Total cheltuieli: €4,35M   |
| Jucător                  | De la                    | Cost                       |
| ------------------------ | ------------------------ | -------------------------- |
| Valentin Badea           | FC Vaslui                | €1.1M (împreună cu Panait) |
| Bogdan Panait            | FC Vaslui                | €1.1M (împreună cu Badea)  |
| Klemi Saban              | Maccabi Haifa            | €0.25M                     |
| Gigel Coman              | FC Timișoara             | €0.7M                      |
| Cyril Théréau            | Charleroi                | €0.6M                      |
| Ovidiu Petre             | FC Timișoara             | €1M                        |
| Stelian Stancu           | Sportul Studențesc       | €0.7M                      |

#### Plecări
| Total câștiguri: €3,8M | Total câștiguri: €3,8M | Total câștiguri: €3,8M |
| Jucător                | La                     | Cost                   |
| ---------------------- | ---------------------- | ---------------------- |
| George Ogăraru         | Ajax                   | €3.3M                  |
| Andrei Cristea         | FC Timișoara           | €0.5M                  |
| Andrei Enescu          | Pandurii Târgu Jiu     | Gratis                 |

#### Împrumutați
| Jucător          | Împrumutat la  |
| ---------------- | -------------- |
| Valentin Simion  | UTA Arad       |
| Adrian Drida     | Jiul Petroșani |
| Alin Lițu        | Jiul Petroșani |
| Alexandru Tudose | UTA Arad       |
| Daniel Bălan     | Omonia Nicosia |

## Competiții

### Liga I

#### Clasament
| Poz | Echipa           | M  | V  | E | Î | GM | GP | DG  | PCT | Caslificări                         |
| --- | ---------------- | -- | -- | - | - | -- | -- | --- | --- | ----------------------------------- |
| 1   | Dinamo           | 34 | 23 | 8 | 3 | 63 | 24 | +39 | 77  | Liga Campionilor UEFA Runda a III-a |
| 2   | Steaua București | 34 | 21 | 8 | 5 | 61 | 22 | +39 | 71  | Liga Campionilor UEFA Runda a II-a  |
| 3   | CFR Cluj         | 34 | 21 | 6 | 7 | 59 | 32 | +27 | 69  | Cupa UEFA Runda a II-a              |

#### Rezultate pe rundă
| Etapă    | 01 | 02 | 03 | 04 | 05 | 06 | 07 | 08 | 09 | 10 | 11 | 12 | 13 | 14 | 15 | 16 | 17 | 18 | 19                         | 20 | 21 | 22 | 23 | 24 | 25 | 26 | 27 | 28 | 29 | 30 | 31 | 32 | 33 | 34 |
| -------- | -- | -- | -- | -- | -- | -- | -- | -- | -- | -- | -- | -- | -- | -- | -- | -- | -- | -- | -------------------------- | -- | -- | -- | -- | -- | -- | -- | -- | -- | -- | -- | -- | -- | -- | -- |
| Teren    | D  | A  | D  | A  | A  | D  | A  | D  | A  | D  | A  | D  | A  | D  | A  | D  | A  | A  | Stadionul Ion Oblemenco\|D | TS | D  | TS | TS | D  | A  | D  | A  | D  | A  | D  | A  | D  | A  | D  |
| Rezultat | E  | V  | V  | V  | V  | V  | E  | Î  | V  | E  | V  | Î  | V  | E  | V  | E  | V  | V  | E                          | E  | Î  | E  | V  | V  | Î  | Î  | V  | V  | V  | V  | V  | V  | V  | V  |

Ultima actualizare: 3 iunie 2010 (UTC).
Notă: FCSB

Teren: A = Acasă; D = Deplasare. Rezultat: E = Egal; Î = Înfrângere; V = Victorie; Am. = Amânat.

### Cupa României

#### Rezultate
| 25 octombrie 2006Șaisprezecimi | Forex Brașov | 0 – 3 | Steaua București                 |                                                                             |  |
| 20:45 EET                      |              |       | 48' Oprița 73' Lovin 84' Boștină | Stadion: Stadionul Steaua Spectatori: 5.000 (approx.) Arbitru: Vasile Bratu |  |

| 11 noiembrie 2006Optimi | Steaua București          | 2 – 1 | Apulum Alba Iulia |                                                                                    |  |
| 20:45 EET               | Ghionea 31' Cristocea 60' |       | 39' Mărincean     | Stadion: Stadionul Steaua Spectatori: 10.000 (approx.) Arbitru: Mugurel Drăgănescu |  |

| 1 martie 2007Sferturi                        | Steaua București                               | 2 – 2 (3 – 3 d.p.) (5 – 4 d.l.d.)          | Oțelul Galați                               |                                                                                  |  |
| 20:45 EET                                    | Nicoliță 62' Boștină 78' (pen.) Ov. Petre 108' |                                            | 21' Kim Gil-Sik 90' (pen.) Stan 104' Boghiu | Stadion: Stadionul Farul Spectatori: 8.000 (approx.) Arbitru: Mugurel Drăgănescu |  |
|                                              | Penalty-uri de departajare⁠(d)                  |                                            |                                             |                                                                                  |  |
| Boștină · Nicoliță · Coman · Badea · Théréau |                                                | Stan · Paraschiv · Gado · Boghiu · Székely |                                             |                                                                                  |  |

| 18 aprilie 2007Semifinale | FC Timișoara | 1 – 0 | Steaua București | |  |
| 20:45 EET                 | McKain 45'   |       |                  | Stadion: Stadionul Giulești-Valentin Stănescu Spectatori: 4.000 (approx.) Arbitru: Ferenc Bede (Ungaria) |  |

### Liga Campionilor

#### Calificări

##### Turul 2 preliminar
| 26 iulie 2006Tur | Gorica | 0 – 2 | Steaua București   | Nova Gorica                                             |  |
|                  |        |       | 54' Dică 65' Iacob | Stadion: Športni Park Arbitru: Stefan Messner (Austria) |  |

| 2 august 2006Retur | Steaua București                           | 3 – 0 | Gorica | București                                         |  |
|                    | Boștină 43' Iacob 70' Ochiroșii 87' (pen.) |       |        | Stadion: Național Arbitru: Pavel Královec (Cehia) |  |

##### Turul 3 preliminar
| 9 august 2006Tur | Standard Liège  | 2 – 2 | Steaua București       | Liège                                                      |  |
|                  | Rapaić 17', 51' |       | 8' Paraschiv 79' Marin | Stadion: Maurice Dufrasne Arbitru: Valentin Ivanov (Rusia) |  |

| 23 august 2006Retur | Steaua București | 2 – 1 | Standard Liège | București                                       |  |
|                     | Badea 35', 51'   |       | 2' Jovanović   | Stadion: Național Arbitru: Graham Poll (Anglia) |  |

#### Faza grupelor
| Team             | Pld | W | D | L | GF | GA | GD  | Pts |
| ---------------- | --- | - | - | - | -- | -- | --- | --- |
| Lyon             | 6   | 4 | 2 | 0 | 12 | 3  | +9  | 14  |
| Real Madrid      | 6   | 3 | 2 | 1 | 14 | 8  | +6  | 11  |
| Steaua București | 6   | 1 | 2 | 3 | 7  | 11 | −4  | 5   |
| Dinamo Kiev      | 6   | 0 | 2 | 4 | 5  | 16 | −11 | 2   |

##### Rezultate
| 13 septembrie 2006Meciul 1 | Dinamo Kiev | 1 – 4 | Steaua București                   | Kiev                                                |  |
| 21:45                      | Rebrov 16'  |       | 3' Ghionea 24' Badea 43', 79' Dică | Stadion: Lobanovsky Arbitru: Paul Allaerts (Belgia) |  |

| 26 septembrie 2006Meciul 2 | Steaua București | 0 – 3 | Lyon                           | București                                     |  |
| 21:45                      |                  |       | 43' Fred 55' Tiago 89' Benzema | Stadion: Steaua Arbitru: Howard Webb (Anglia) |  |

| 17 octombrie 2006Meciul 3 | Steaua București | 1 – 4 | Real Madrid                                      | București                                         |  |
| 21:45                     | Badea 64'        |       | 9' Ramos 34' Raúl 56' Robinho 76' Van Nistelrooy | Stadion: Steaua Arbitru: Roberto Rosetti (Italia) |  |

| 1 noiembrie 2006Meciul 4 | Real Madrid         | 1 – 0 | Steaua București | Madrid                                                      |  |
| 20:45                    | Nicoliță 70' (aut.) |       |                  | Stadion: Santiago Bernabéu Arbitru: Konrad Plautz (Austria) |  |

| 21 noiembrie 2006Meciul 5 | Steaua București | 1 – 1 | Dinamo Kiev | București                                      |  |
| 21:45                     | Dică 69'         |       | 29' Cernat  | Stadion: Steaua Arbitru: Jaroslav Jára (Cehia) |  |

| 6 decembrie 2006Meciul 6 | Lyon       | 1 – 1 | Steaua București | Lyon                                                        |  |
| 20:45                    | Diarra 12' |       | 2' Dică          | Stadion: Stade de Gerland Arbitru: Darko Ceferin (Slovenia) |  |

### Cupa UEFA

#### Șaisprezecimi
| 15 februarie 2007Tur | Steaua București | 0 – 2 | Sevilla                        | București                                         |  |
| 19:30                |                  |       | 41' Poulsen 77' (pen.) Kanouté | Stadion: Steaua Arbitru: Florian Meyer (Germania) |  |

| 22 februarie 2007Retur | Sevilla         | 1 – 0 | Steaua București | Sevilia                                                        |  |
| 20:45                  | Kerzhakov 45+3' |       |                  | Stadion: Ramón Sánchez Pizjuán Arbitru: Stuart Dougal (Scoția) |  |

## Staff

### Management sportiv
- Antrenor: Cosmin Olăroiu
- Antrenori asistenți: Cătălin Necula, Dumitru Bolborea
- Antrenor cu portarii: Vasile Iordache
- Preparator fizic: Ferdinando Hippoliti
- Medic: Radu Paligora
- Maseuri: Constantin Teleașă, Cătălin Fandel

### Management administrativ
- Președintele consiliului de administrație: George Becali
- Președinte onorific: Viorel Păunescu
- Manager general: Mihai Stoica
- Președinte executiv : Valeriu Argăseală
- Vice-președinte: Tea Sponte
- Director economic: Iulian Ghiorghișor
- Relații cu publicul: Paul Andone